# Sweep
Sweep è un editor di file audio digitali per Linux e BSD, distribuito sotto la GNU General Public License. Supporta vari formati tra cui gli MP3, i WAV e gli Ogg.
Sweep è incluso in molte distribuzioni Linux.